# Comuna Veazenka, Putîvl
Veazenka (în ucraineană В'язенка) este o comună în raionul Putîvl, regiunea Sumî, Ucraina, formată din satele Hovzivka, Kotivka, Okip, Roșcea, Veatka, Veazenka (reședința) și Veherivka.

## Demografie
Componența lingvistică a comunei Veazenka
     Ucraineană (93,52%)
     Rusă (6,33%)
Conform recensământului din 2001, majoritatea populației comunei Veazenka era vorbitoare de ucraineană (93,52%), existând în minoritate și vorbitori de rusă (6,33%).